# 필리포 마리아 비스콘티
필리포 마리아 비스콘티(이탈리아어: Filippo Maria Visconti, 1392년 9월 23일 - 1447년 8월 13일)는 1412년부터 1447년까지 밀라노를 통치한 공작이다.

## 생애

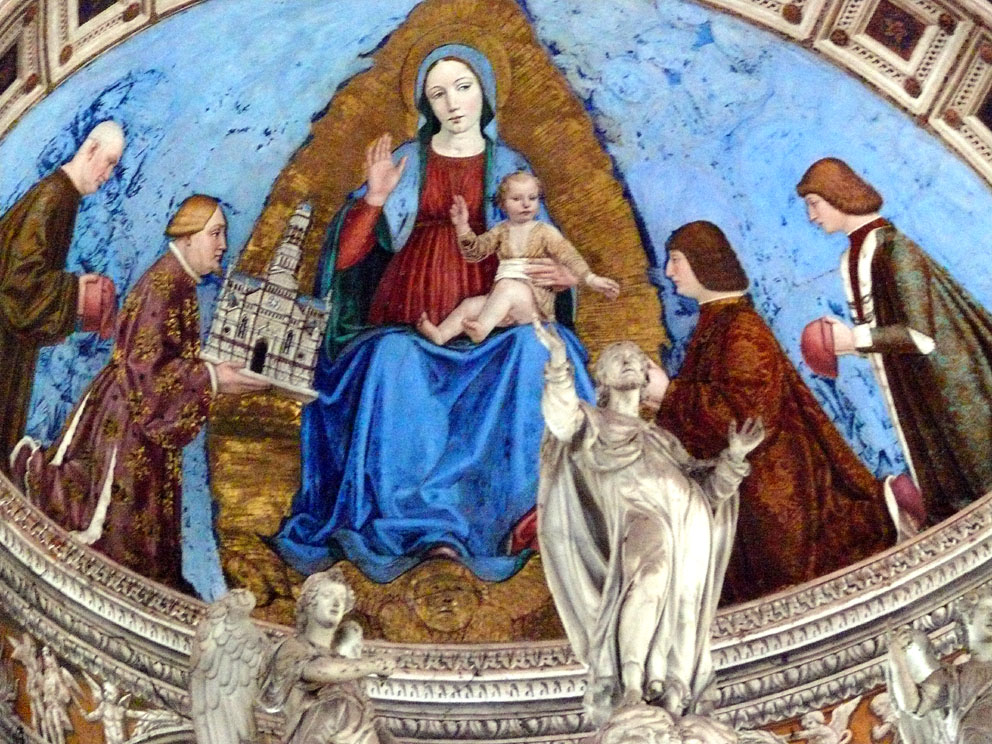
잔 갈레아초 비스콘티와 그의 세 아들들

1402년에 명목상 파비아의 지배자가 되는 필리포 마리아 비스콘티는 1412년에 암살당한 그의 형제 잔 마리아 비스콘티의 밀라노 공작 자리를 이어받는다. 그들은 잔 마리아의 전임자인 잔 갈레아초 비스콘티와 그의 둘째 부인 카테리나 비스콘티 사이에서 태어난 아들들이였다. 필리포가 비안드란테 공작 부인이자 필리포의 형과 어머니인 카테리나 비스콘티 세력을 상대로 불화를 조성했었던 콘도티에로인 파치노 카네의 불행한 미망인이였던 베아트리체 라스카리스 디 텐다가 결혼하면서, 필리포 마리아는 50만 플로린에 가까운 지참금을 받았지만, 베아트리체가 나라의 일에 너무 많은 관심을 갖자, 그녀를 간통죄로 고발하였고 1418년 비나스코 성에서 참수형을 내렸다.
자신의 추한 얼굴에 대하여 잔인하고 편집증적이며, 극도로 민감했던 그는 그럼에도 훌륭한 정치인이었으며, 카르마뇰라와 앙기아리 전투에서 필리포 마리아의 군대를 이끌고 패배했었고 롬바르디아에서 아버지의 공국의 위치를 회복시키려했던 프란체스코 스포르차 밑에서 일했던 피치니노 같은 콘도티에로들을 고용했었다.
포를리의 군주였던 조르조 오르델라피가 사망한 후, 그의 아들인 테발도 오르델라피(Tebaldo Ordelaffi)의 후견임권을 얻은 후, 로마냐 정복(1423)을 시도하여, 그의 야망을 저지하려한 피렌체와 전쟁을 벌였다. 프란체스코 부소네 다 카르마뇰라의 충고를 따라, 베네치아는 피렌체 세력에 가담하기로 결정했고(1425) 전쟁은 롬바르디아로 확대되었다. 1426년 3월 카르마뇰라는 5년전에 비스콘티 가문을 위해 정복한 브레시아에서 반란을 조성하였다. 긴 작전 끝에, 베네치아는 가르다호 동쪽 호숫가에서 뻗으면 본토에 도착할 수 있는 브레시아를 정복하였다. 필리포 마리아는 신성 로마 제국의 도움을 구하려했으나 실패하였지만 베네치아와 카르마뇰라에게 호감을 갖던 교황 마르티노 5세가 평화에 동의하게 하는 제안을 받아들이게 만들었다. 그 제안은 밀라노에서 황제에 의해 마지못해 이뤄졌지만, 적대감은 메클로디오 (1427년 10월 12일)에서 패배한 필리포 마리아에 의해 다시 재발하였으며, 니콜로 3세 데스테의 중재를 통해 페라라에서 마지막 평화 조약이 채결되었다.
다음 해에 그는 동맹 가능성이 있던 사보이아의 아마데우스 8세 공작의 딸, 사보이아의 마리와 재혼하였다. 비스콘티의 후원으로, 아마데우스 8세는 1439년 11월에서 1449년 4월까지 잠시 동안 대립교황 펠릭스 5세로 있었다.
필리포 마리아는 밀라노에 학교를 설립하기 위해 가스파리누스 데 베르가모를 초청하였다. 또한 가시파리누스는 궁정의 연설가로서도 근무했었다.
그가 1447년에 사망하면서, 비스콘티 가문의 직계 남계가 단절되었고, 잠깐 암브로시아 공화국을 거친후, 그의 공국은 필리포 마리아의 정부인 아녜세 델 마이노 사이에서 태어난 그의 유일한 후계자이자 딸인 비안카 마리아와 1441년에 혼인한 프란체스코 스포르차가 계승한다.

## 같이 보기
- 롬바르디아 전쟁

| 전임 잔 마리아 비스콘티 | 밀라노 공작 1412년 - 1447년 | 후임 암브로시아 공화국 |